# Memar Əcəmi-2
Memar Əcəmi-2 – tymczasowa stacja końcowa na linii 3 bakijskiego metra. Położona jest za stacją Avtovağzal, w rejonie Nəsimi.
Jest jedną z dwóch stacji trzeciej linii metra w Baku. Istnieje na niej możliwość przesiadki na drugą linię metra.

## Historia
Projekt stacji sporządzono w latach 80. XX wieku, a prace budowlane miały rozpocząć się w latach 90. XX wieku. Plany pokrzyżował jednak rozpad Związku Radzieckiego. Do koncepcji budowy stacji powrócono w 2009 r. Ostatecznie stacja otwarta 19 kwietnia 2016 roku. Uroczystego otwarcia dokonał prezydent Azerbejdżanu İlham Əliyev.